# SpaceX CRS–6
A SpaceX CRS–6, vagy  SpX–6 a Dragon teherűrhajó repülése volt a Nemzetközi Űrállomáshoz. Ez volt a SpaceX teherűrhajójának nyolcadik indítása, egyúttal a SpaceX és a NASA között létrejött Commercial Resupply Services (CRS) szerződés keretében végrehajtott negyedik repülés. Az űrhajót 2014. április 14-én indították egy  Falcon 9 v1.1  hordozórakétával Cape Canaveralből.